# Discomanía
Discomanía fue un programa de radio chileno-español originado en Radio Minería en 1946 y transmitido en diversas emisoras de Iberoamérica, siendo la Cadena SER la encargada de su emisión en España. En el programa se presentaban las canciones más importantes del momento, a partir de los discos lanzados por sus respectivos artistas.

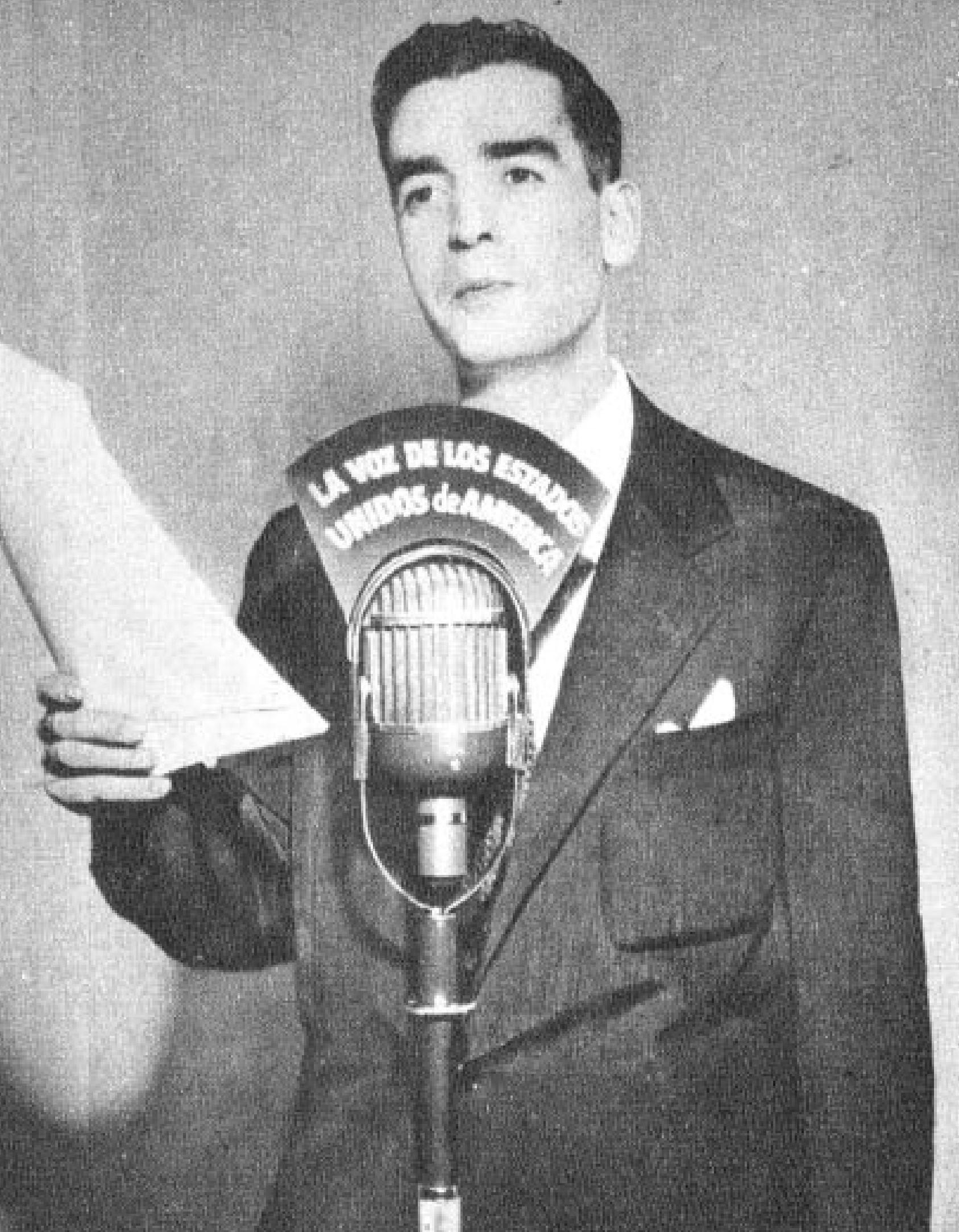
Raúl Matas.

Raúl Matas fue el primer locutor del programa cuando se emitía desde Chile. En 1955 Matas se instaló en México, desde donde transmitió segmentos del programa. Posteriormente hizo lo mismo desde Nueva York (1955-1958) y España, donde Matas se radicó en 1958. Debido a esto, Ricardo García asumió la locución del programa en Radio Minería de Chile mientras que Matas emitía un segmento desde España con los principales artistas de dicho país —la calidad del segmento realizado en España le valió a Raúl Matas ser galardonado con un Premio Ondas como mejor locutor en 1965—. García se mantuvo en la presentación chilena de Discomanía hasta 1968, cuando fue reemplazado por César Antonio Santis. La última edición chilena de Discomanía fue emitida en 1971.
En sus primeros años, la sintonía de introducción del programa fue «Hora staccato» (1906, composición del violinista rumano Grigoraș Dinicu). Hubo también otras melodías de introducción, como la escrita por el argentino Mario Clavell «La canción más dulce» y la escrita por el chileno Francisco Flores del Campo como característica de salida.